# 王乐平 (1884年)

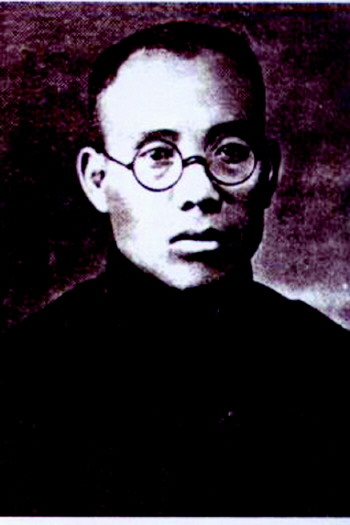
王乐平

王乐平（1884年—1930年2月18日），又名王者塾。山东诸城人。中华民国政治人物。

## 生平
光绪三十二年，考入山东高等学堂，翌年加入中国同盟会。1908年，在相州中学任教，后考入山东法政专门学堂。辛亥革命期间，相应武装起义，并任《齐鲁日报》主编，后任教于山东高等学堂。1914年，任甘肃省教育厅课长。1916年，被举为参议院议员。1919年，在济南创办齐鲁通讯社（齐鲁书社）。1922年1月，出席共产国际远东革命团体第一次代表大会；后建平民学会，创办《十日》。1922年6月，重任参议院议员。1924年，出席国民党第一次全国代表大会。1926年，当选国民党第一届候补中央执行委员。1928年，与顾孟余合办《前进》。1929年，参加改組派，后兼大陆大学代理校长。5月，在上海发起了“中国国民党护党革命大同盟”，主张拥汪倒蒋，各地实力派均与其建立了联系。
1930年2月18日，在上海法租界，王乐平被特务暗杀。